# Cayman Airways

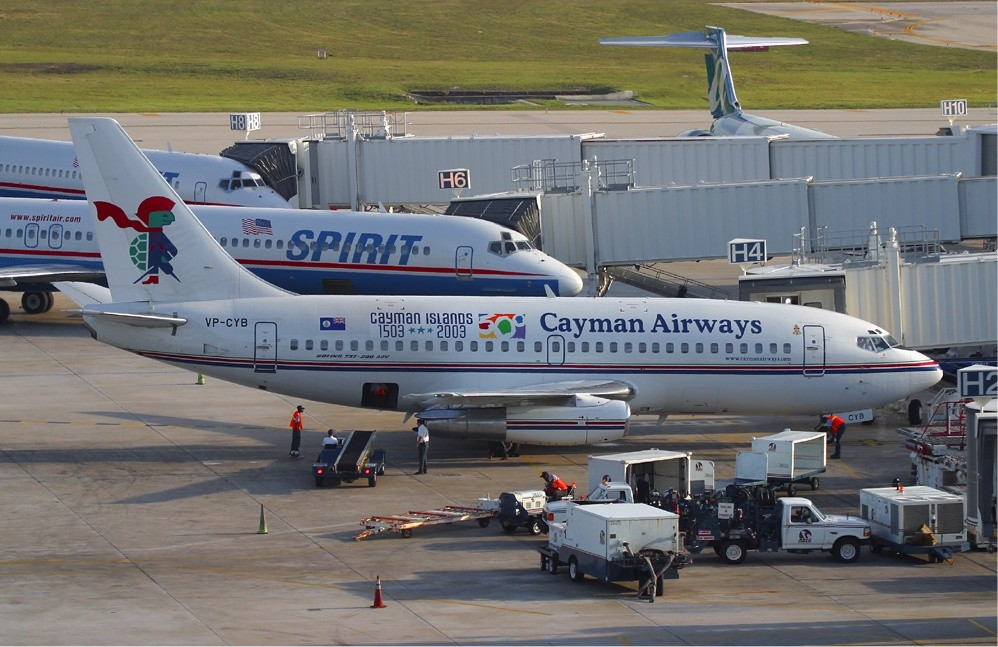

A Cayman Airways  é o companhia aérea bandeira das Ilhas Caimã. A sede da companhia está localizada no Aeroporto Internacional Owen Roberts na ilha de Grande Caimão.
O início de Cayman Airways voos para Cidade do Panamá, Panamá é antecipado para permitir que os turistas brasileiros a viajar para as Ilhas Cayman via Copa Airlines voos para Panamá.
Em 2005, a Cayman Airways era a única companhia aérea operando voos sem escalas de Grand Cayman para o Aeroporto O'Hare de Chicago (ORD) com um voo 737 semanal. 
Durante a semana da conferência de imprensa de 10 de fevereiro na Cayman Airways, a companhia anuncia a exibição pública e o passeio da aeronave Boeing 737 MAX 8 recém-atualizada e alguns dos voos de teste operacionais no Aeroporto Internacional Owen Roberts e no Aeroporto Internacional Charles Kirkconnell. 

## Destinos
A empresa operava em 12 destinos, nos Estados Unidos, Ilhas Cayman, Jamaica, Cuba e Honduras.

## Frota

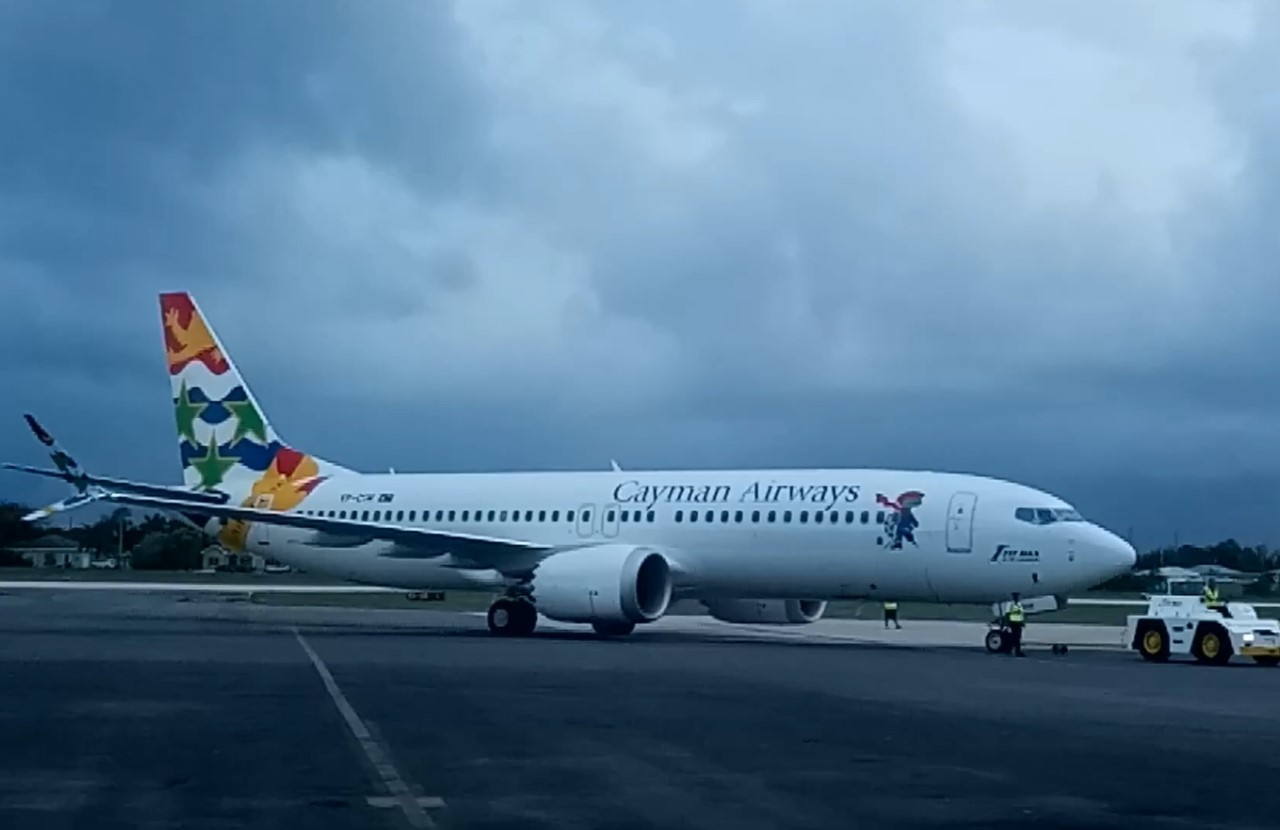
A Premeira 737 MAX de Cayman Airways.

A frota da Cayman Airways em Outubro de 2021 é composta das seguintes aeronaves :
| Modelo                                   | Quantidade | Ordens |
| ---------------------------------------- | ---------- | ------ |
| Boeing 737 MAX 8                         | 3          | 1      |
| Saab 340b+                               | 2          | 0      |
| De Havilland Canada DHC 6–300 Twin Otter | 2          | 0      |
| Total                                    | 7          |        |